# 2015 في تايلاند
فيما يلي قوائم الأحداث التي وقعت خلال عام 2015 في تايلاند.

## رياضة
- 1 يناير – الدوري التايلاندي الممتاز 2015 الفائز نادي بوريرام يونايتد.
- 1 يناير – كأس بنغاباندهو 2015

## أفلام
من الأفلام التي صدرت هذه السنة في تايلاند:
- 26 أغسطس – لا مفر من إخراج John Erick Dowdle [الإنجليزية]‏.

## وفيات

### فبراير
- 3 فبراير – روبرت ديركس (مواليد 1978) كيميائي أمريكي.